# Синицыно (Вологодский район)
Синицыно — деревня в Вологодском районе Вологодской области.
Входит в состав Кубенского сельского поселения (с 1 января 2006 года по 8 апреля 2009 года входила в Высоковское сельское поселение), с точки зрения административно-территориального деления — в Высоковский сельсовет.
Расстояние до районного центра Вологды по автодороге — 75 км, до центра муниципального образования Кубенского по прямой — 34 км. Ближайшие населённые пункты — Доманово, Давыдково, Виктово.
По переписи 2002 года население — 12 человек.